# Imma albotaeniana
Imma albotaeniana är en fjärilsart som beskrevs av Christian Johannes Amandus Sauber 1901. Imma albotaeniana ingår i släktet Imma och familjen Immidae. Inga underarter finns listade i Catalogue of Life.